# Arnošt Zikmund z Trauttmansdorffu
Hrabě Arnošt Zikmund z Trauttmansdorffu (německy Ernst Siegmund Graf von Trauttmansdorff, 1694 – 28. listopadu 1762) byl rakouský šlechtic z rodu Trauttmansdorffů.

## Život

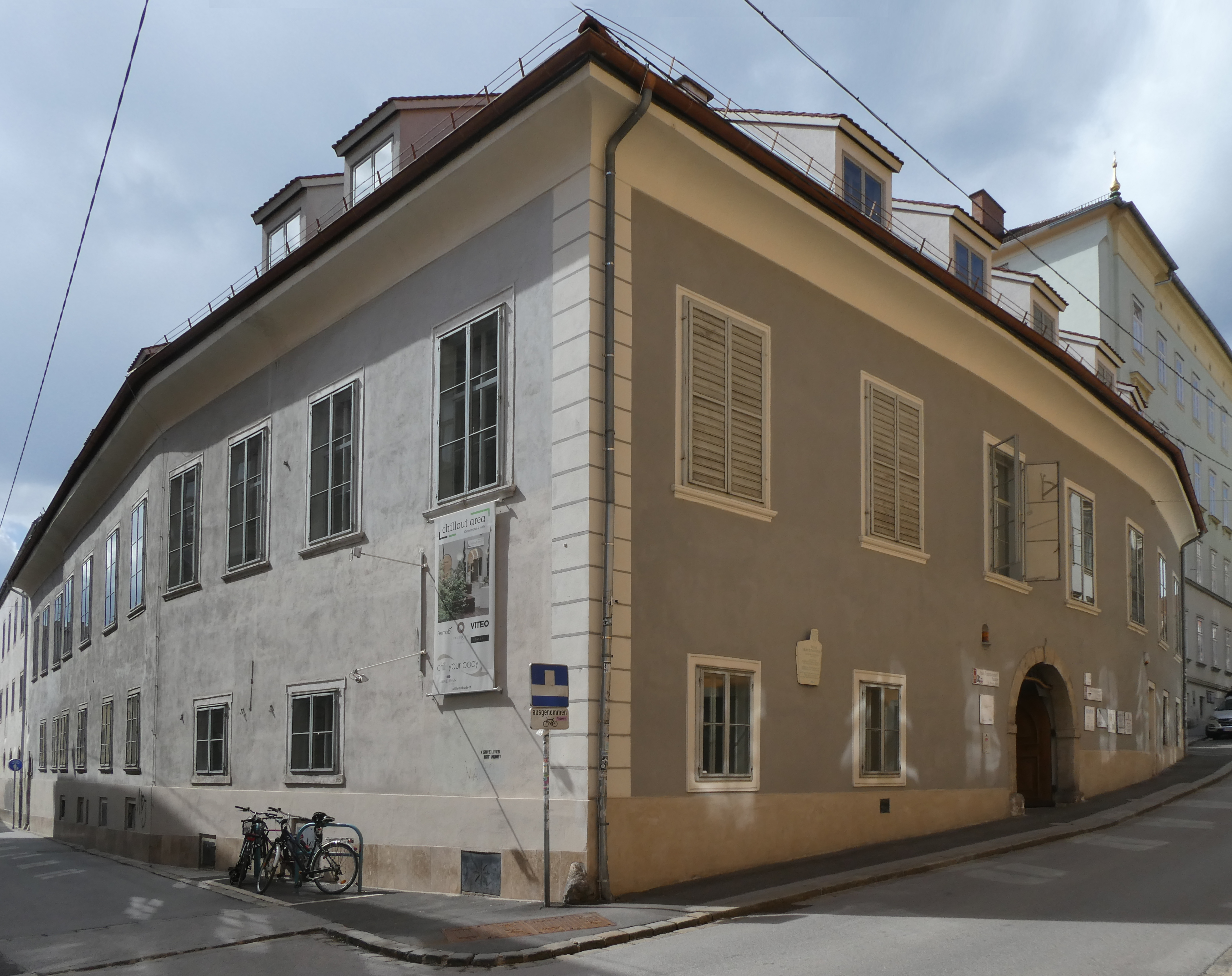
Trauttmansdorffský palác ve Štýrském Hradci

Narodil se jako nejstarší syn hraběte Maxmiliána Zikmunda z Trauttmansdorff-Weinsbergu (1674–1731) a jeho manželky hraběnky Marie Gabriely Barbory ze Starhembergu (1673–1745), vdovy po Stanislavu Wesselovi a hraběti Františku Karlovi z Dunewald-Pixendorfu († 1693) a dcery hraběte Arnošta Rutgera ze Starhembergu (1637–1701), zachránce Vídně před Turky v roce 1683, a hraběnky Heleny Dorothey ze Starhembergu (1634–1688). Jeho nejmladším bratrem byl Weickhard Joseph z Trauttmansdorffu-Weinsberg (1711–1788).
Žil v rodovém paláci na Bürgergasse ve Štýrském Hradci.

### Manželství a rodina
Arnošt Zikmund se 19. dubna 1717 oženil s Marií Annou (Antonií) ze Starhembergu (1695–1768), dcerou hraběte Gundakara Tomáše ze Starhembergu (1663–1745) a jeho první manželky hraběnky Marie Beatrix Františky z Daunu (1665–1701), sestry polního maršála Viricha Filipa z Daunu (1669–1741), dcery polního maršála hraběte Viléma Jana Antonína z Daunu (1621–1706) a hraběnky Anny Marie Magdaleny z Althannu (1635–1712).  Manželé měli dva syny:  
- Maxmilián Gundakar z Trauttmansdorffu (12. února 1718 – 9. dubna 1764), ženatý od 3. února 1743 s hraběnkou Marií Rosalií ze Saurau (28. února 1726 – 27. července 1733). Měli dvě dcery a syna
- Maxmilián Josef z Trauttmansdorffu